# 仮受金
仮受金（かりうけきん,suspense receipt）は、勘定科目の一つ。流動負債に区分される。

## 概要
仮受金とは 入金があったが、その理由が不明な場合に、その入金理由が判明するまで一時的に使用する勘定科目である。
また、入金があったが、それを処理する適当な勘定科目が決められなかったり、また、勘定科目が決まっていても金額が確定していない場合にも使用する。

## 仕訳例
- 出張先の社員から当座預金に20万円の振込みがあったが、その理由が不明である。

| 借方             | 貸方           |
| ---------------- | -------------- |
| 当座預金 200,000 | 仮受金 200,000 |
- 社員が出張から戻り、20万円の振込は売掛金の回収であることが判明する。

| 借方           | 貸方           |
| -------------- | -------------- |
| 仮受金 200,000 | 売掛金 200,000 |